# Carleton Place
Carleton Place es un pueblo canadiense situado en la provincia de Ontario.

## Superficie
Carleton Place tiene una superficie de 9,94 km².

## Demografía
En 2021, tenía 12 517 habitantes, una densidad poblacional de 1259,4 hab./km², y 5341 viviendas.